# Edimar Fraga
Edimar Fraga (* 21. Mai 1986 in Cachoeiro de Itapemirim) ist ein brasilianischer Fußballspieler.

## Karriere
Fraga begann seine Karriere bei Cruzeiro Belo Horizonte, kam hier aber nie zum Einsatz und wurde an verschiedene Vereine verliehen. 2009 wechselte er zu CFR Cluj und gewann mit dem Verein die Meisterschaft in der Saison 2009/10. 2014 wechselte er zu Chievo Verona.
2016 kehrte Fraga nach Brasilien zurück, wo wieder bei Cruzeiro unterzeichnete. Zur Saison 2017 wurde er an den FC São Paulo ausgeliehen. Nach Ende der Meisterschaft 2017 gab der Klub bekannt, Fraga fest bis Ende 2019 verpflichtet zu haben. Der Kontrakt enthielt die Option auf eine Verlängerung bis Ende 2020.
Nach Austragung der Staatsmeisterschaften 2019, wechselte Fraga zum CA Bragantino (seit 2020 Red Bull Bragantino). Bei dem Klub erhielt er einen Vertrag über drei Jahre.

## Erfolge
- Rumänischer Meister: 2010